# 西捷安可航空
西捷安可航空（WestJet Encore）是一家總部位於加拿大艾伯塔省卡尔加里的航空公司，於2013年6月成立，它為西捷航空的子公司。同時還執行一些包機任務，例如從麥克納斯特大學到曼尼托巴大學的定期航班。

## 航點
西捷安可航空在加拿大执飞区域航线，以卡尔加里、多伦多、哈利法克斯出发到达的航线居多。航点包括较小城市，例如布兰登到卡尔加里。其他航线为已有西捷航空增加频率，例如往返卡尔加里与萨斯卡通的航线。西捷安可航空服务3个加拿大以外的航点：波士顿、纳什维尔、默特尔比奇（季节性）。
西捷安可航空航班编号区间为3100号到3899号。

## 使用機型
| 機型                      | 服務中 | 載客數 | 備註 |
| ------------------------- | ------ | ------ | ---- |
| 龐巴迪Dash-8 Q400 NextGen | 46     | 78     |      |
| 總計                      | 46     |        |      |

## 外部連結
- 西捷航空官方網站 （页面存档备份，存于）（英文）（法文）

1. ↑  Forlanski, Tamara. . Global News. 2013-05-13  [2018-02-09]. （原始内容存档于2018-02-09）.
2. ↑  Streck, Aaron. . Global News. 2013-06-25  [2018-02-09]. （原始内容存档于2018-02-09）.
3. ↑  McGee, Kendell. . WBTV. 2017-01-19  [2018-04-10]. （原始内容存档于2018-06-15）.
4. ↑  . Meetings Canada.   [2018-02-05]. （原始内容存档于2018-02-09）.
5. ↑  . WestJet.   [2018-02-09]. （原始内容存档于2018-02-10）.